# Les Arts Florissants

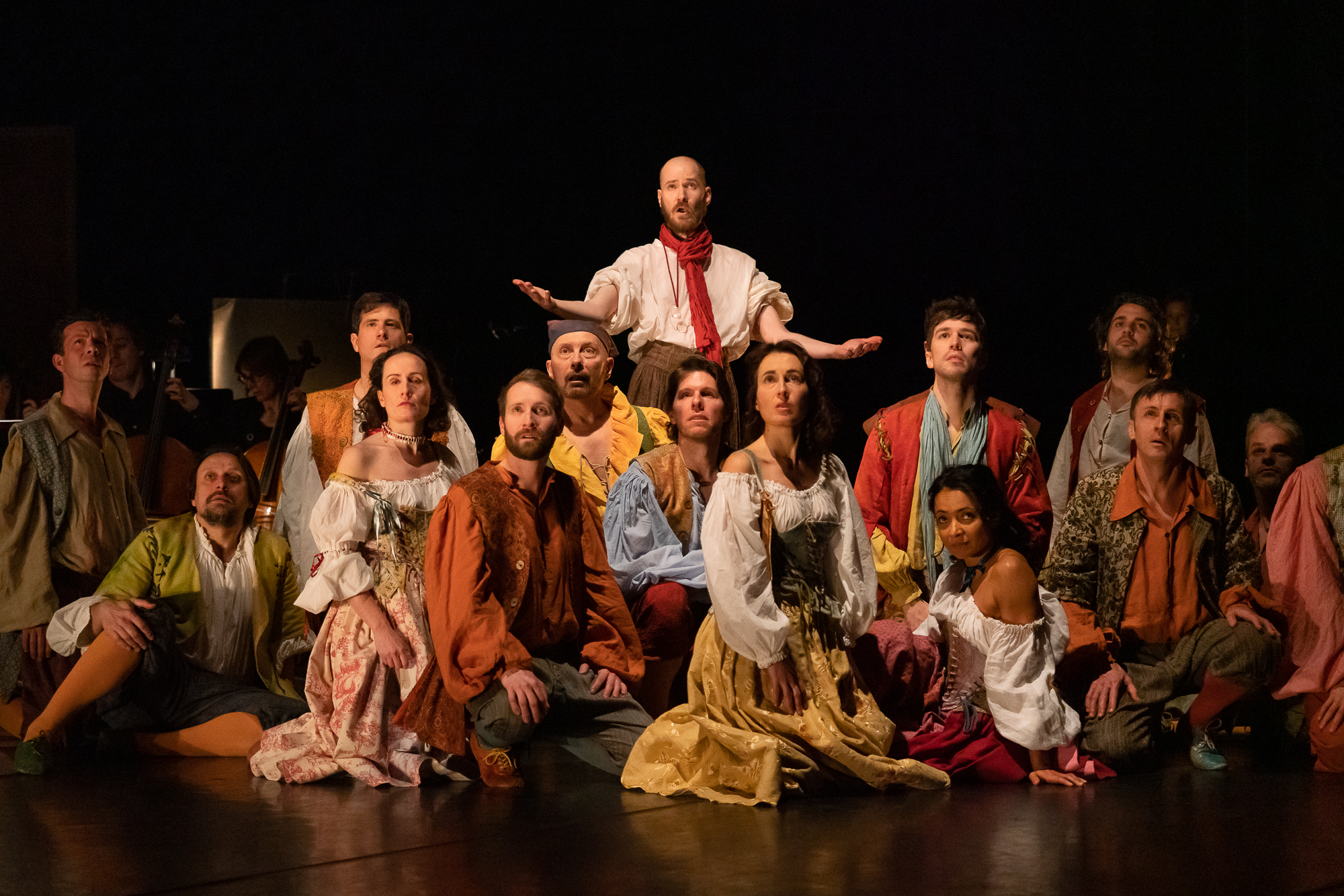
Les Arts Florissants bei einem Konzert 2019

Les Arts Florissants ist ein 1979 von dem Dirigenten William Christie in Caen gegründetes Musikensemble, das nach einer Oper des französischen Komponisten Marc-Antoine Charpentier benannt wurde und sich der Barockmusik in historischer Aufführungspraxis verschrieben hat. Der britische Cellist des Ensembles, Jonathan Cohen, tritt vermehrt als Dirigent in Erscheinung, während William Christie die künstlerische Leitung wahrnimmt. Seit 2019 ist Paul Agnew musikalischer Co-Direktor des Ensembles.

## Zusammensetzung
Das Ensemble besteht aus einem Instrumental- sowie einem klein besetzten Vokalensemble. Alle Musiker übernehmen auch regelmäßig solistische Aufgaben. 

## Aufführungspraxis und Instrumente
Die Truppe zählt zu den führenden Ensembles der historischen Aufführungspraxis, deren Ziel ein der Zeit des aufgeführten Werks möglichst nahekommender Klang und Stil in Artikulation und Agogik ist. Die eingesetzten Instrumente sind deshalb entweder Originale aus der jeweiligen Zeit oder originalgetreue Nachbauten. Die Streicher verwenden Darmsaiten (siehe Barockvioline).

## Kooperation

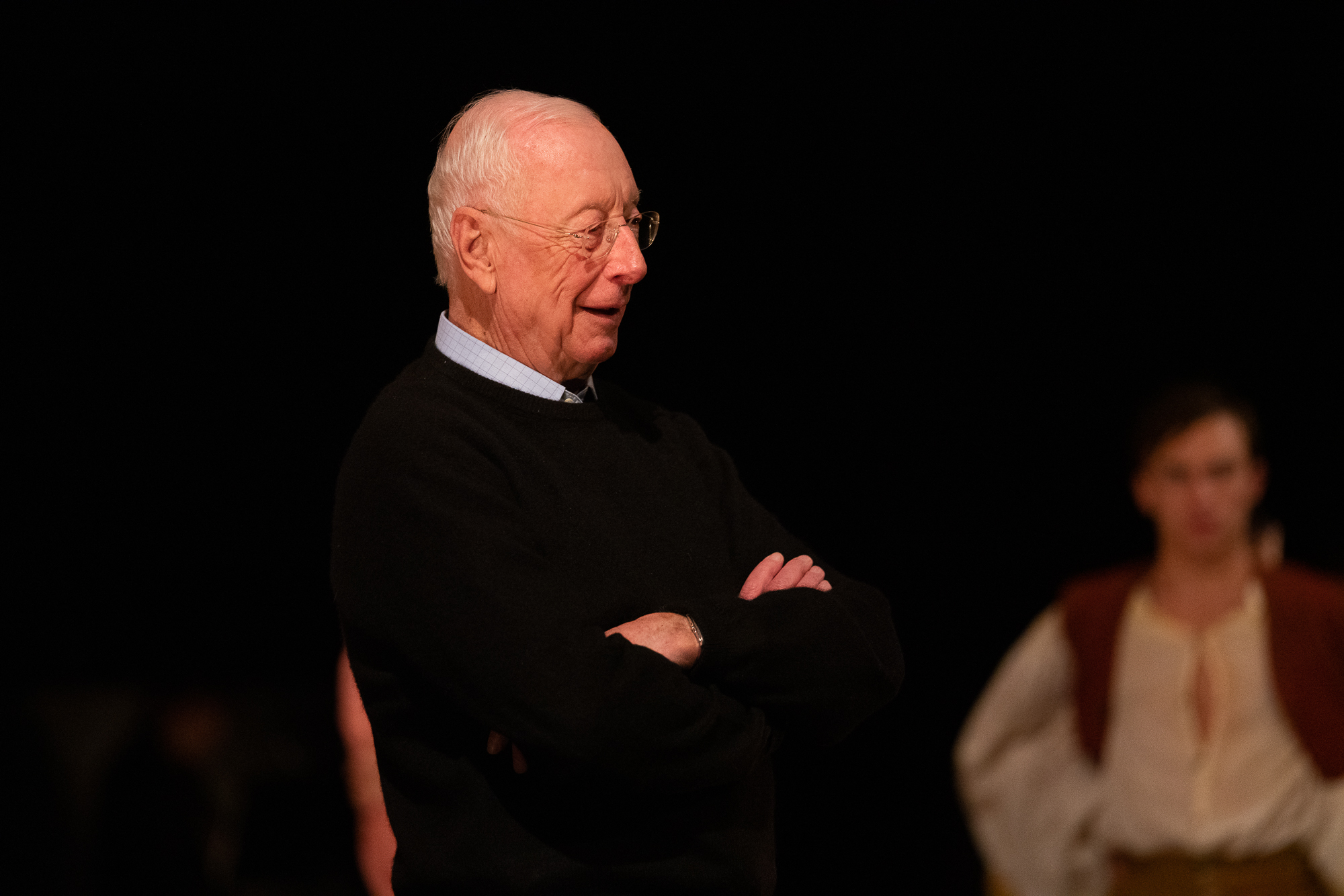
Der Leiter und Gründer des Ensemble, William Christie

Sowohl das Instrumental- als auch das Vokalensemble arbeiten mit anderen Klangkörpern zusammen. William Christie verwendet das Vokalensemble z. B. für Produktionen mit Orchestern von Opernhäusern, wenn es spezielle Anforderungen an den Chor gibt.

## Auszeichnungen
2013: International Opera Award in der Kategorie Wiederentdeckung für die Aufführung von David et Jonathas